# George Bogdan Kistiakowsky

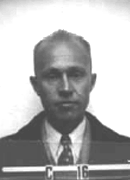
George Kistiakowsky (Foto auf seinem Los-Alamos-Dienstausweis während des Zweiten Weltkriegs)

George Bogdan Kistiakowsky (ukrainisch Георгій Богданович Кістяківський/ Heorhij Bohdanowytsch Kistjakiwskyj, wiss. Transliteration Heorhij Bohdanovyč Kistjakivs'kyj; * 18. Novemberjul. / 1. Dezember 1900greg. in Kiew, Russisches Kaiserreich; † 7. Dezember 1982 in Cambridge, Massachusetts) war ein ukrainisch-amerikanischer Chemiker und an der Entwicklung der ersten Atombombe beteiligt.

## Leben
Kistiakowsky ging bis zur russischen Revolution 1917 in Kiew und Moskau in Privatschulen. Er wurde von den Bolschewiki gefangen genommen und entkam später nach Deutschland, wo er im Jahre 1925 in Berlin bei Max Bodenstein seinen Doktorgrad in Chemie erhielt.
Im Jahre 1926 emigrierte Kistiakowsky in die USA und lehrte Chemie zuerst an der Universität Princeton. 1932 wurde er Fellow der American Physical Society. Von 1930 bis 1971 lehrte er an der Harvard-Universität, ab 1937 als Professor. 1933 wurde er in die American Academy of Arts and Sciences und 1940 in die American Philosophical Society gewählt. Während des Zweiten Weltkrieges in den Jahren 1944 bis 1946 war er Leiter der Explosionsabteilung im Los Alamos National Laboratory von Los Alamos mit 600 Mitarbeitern, die an der ersten Atombombe arbeiteten. Er war Nachfolger von Seth Neddermeyer in der Abteilung, die die Sprengstofflinsen für die sphärische Implosion der Kernwaffe mit Plutonium entwickelte. Die Sprengstofflinsen aus konventionellem, chemischem Sprengstoff wurden zur Komprimierung der Plutoniumkugel benötigt, um die kritische Masse zu erreichen und dadurch die atomare Kernspaltung auszulösen.
Kistiakowsky war später Regierungsberater (special assistant für Wissenschaft und Technologie) von US-Präsident Dwight D. Eisenhower von 1959 bis 1961 und in dieser Zeit Vorsitzender des President´s Science Advisory Committee (PSAC).
Im Jahre 1977 wurde er Vorsitzender des Council for a Livable World (Gesellschaft für eine lebenswerte Welt), die gegen den Atomkrieg eintritt.
Kistiakowsky erhielt mehrere Auszeichnungen, unter anderem die Presidential Medal of Freedom und die Priestley-Medaille der American Chemical Society. Seit 1939 war er Mitglied der National Academy of Sciences und 1965 bis 1973 deren Vizepräsident. 1967 erhielt er die National Medal of Science.